# Championnat de Corée du Sud d'échecs
Le championnat de Corée du Sud d'échecs est une compétition d'échecs  organisée par la Fédération sud-coréenne des échecs, qui a été créée en 2008 après que la FIDE a négocié un accord entre trois organisations rivales pour s'unifier en un seul organe directeur des échecs en Corée du Sud.

## Vainqueurs du championnat mixte
| No. | Année | Vainqueur           |
| --- | ----- | ------------------- |
| 1   | 2009  | Erdem Dashibalov[2] |
| 2   | 2010  | Jang Kyungsik[3]    |
| 3   | 2012  | Kim Inguh[4]        |
| 4   | 2013  | Ahn Sungmin[5]      |
| 5   | 2014  | Lee Jun Hyeok[6]    |
| 6   | 2015  | Kim Inguh[7]        |
| 7   | 2016  | Martin Walker[8]    |
| 8   | 2017  | Lee Jun Hyeok[9]    |
| 9   | 2018  | Kwon Sehyun[10]     |
| 10  | 2019  | Kwon Sehyun[11]     |
| 11  | 2020  | Kwon Sehyun[12]     |
| 12  | 2021  | Lee Jun Hyeok[13]   |
| 13  | 2022  | Sehyun Kwon[14]     |
| 14  | 2023  | Sehyun Kwon         |
| 15  | 2024  | Lee Jun Hyeok       |

## Championnat féminin
| Année | Vainqueur   |
| ----- | ----------- |
| 2022  | Sohyun Kang |